# Staatspark Fürstenlager

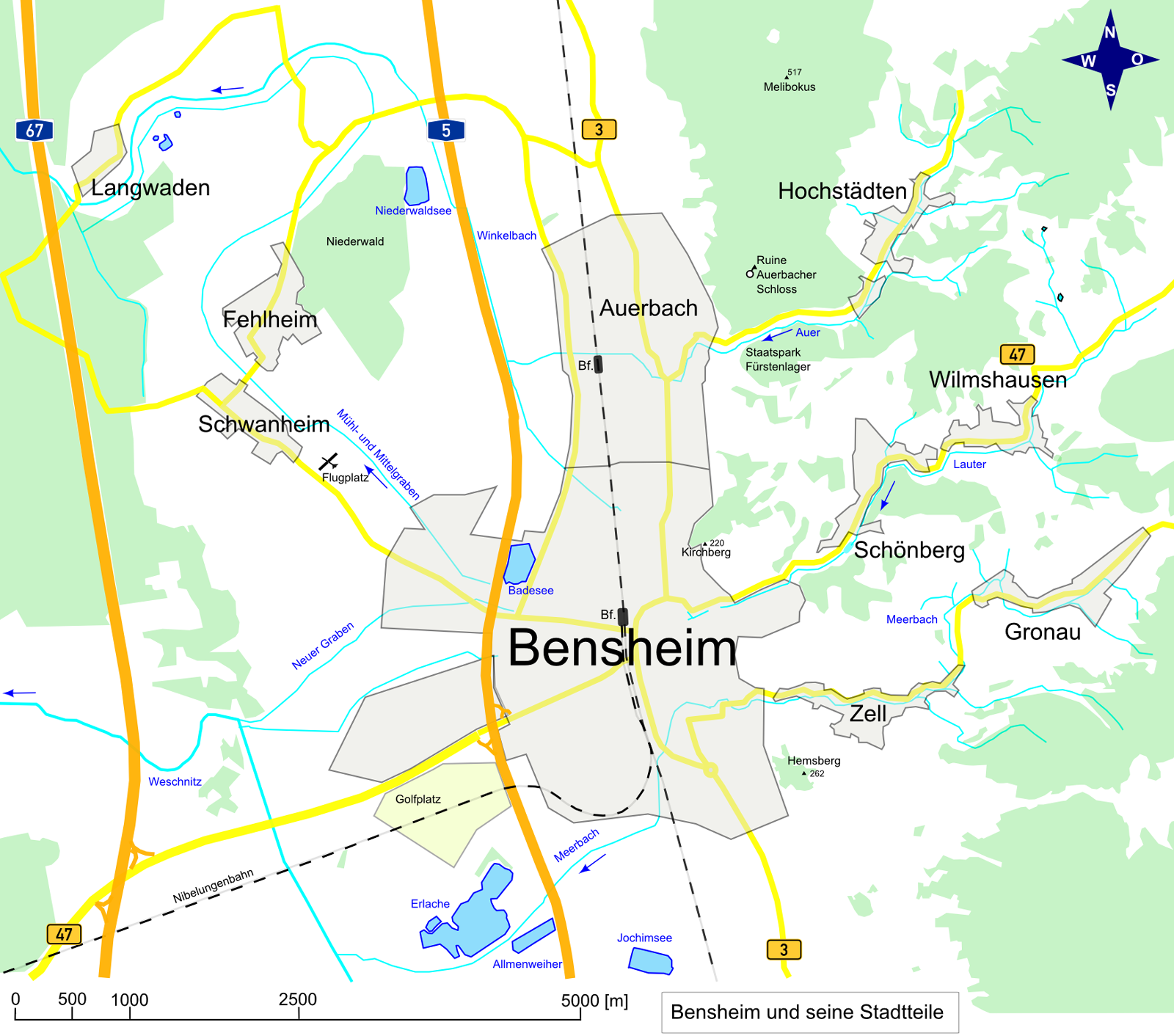
Karte von Bensheim mit dem Staatspark Fürstenlager östlich von Auerbach gelegen

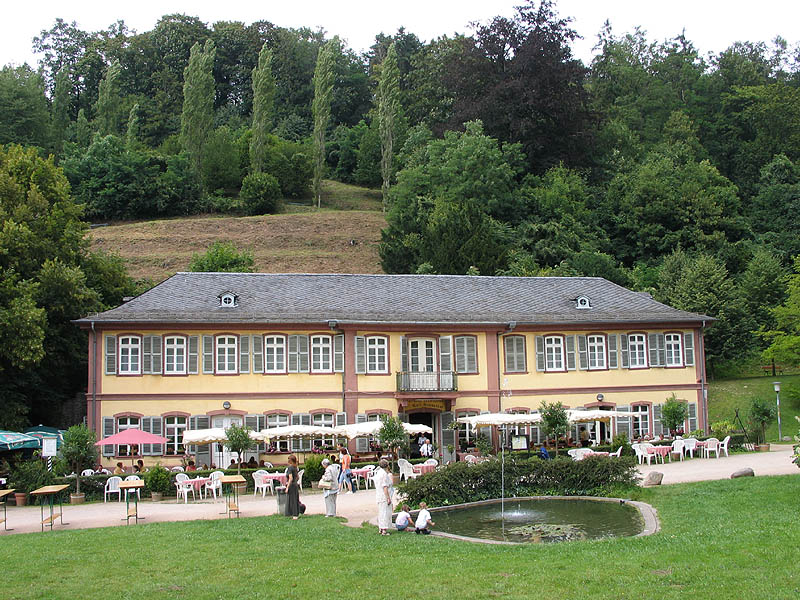
Herrenhaus des Fürstenlagers

Brunnenanlage 'Gesundbrunnen' und Wachhaus im Februar 2006

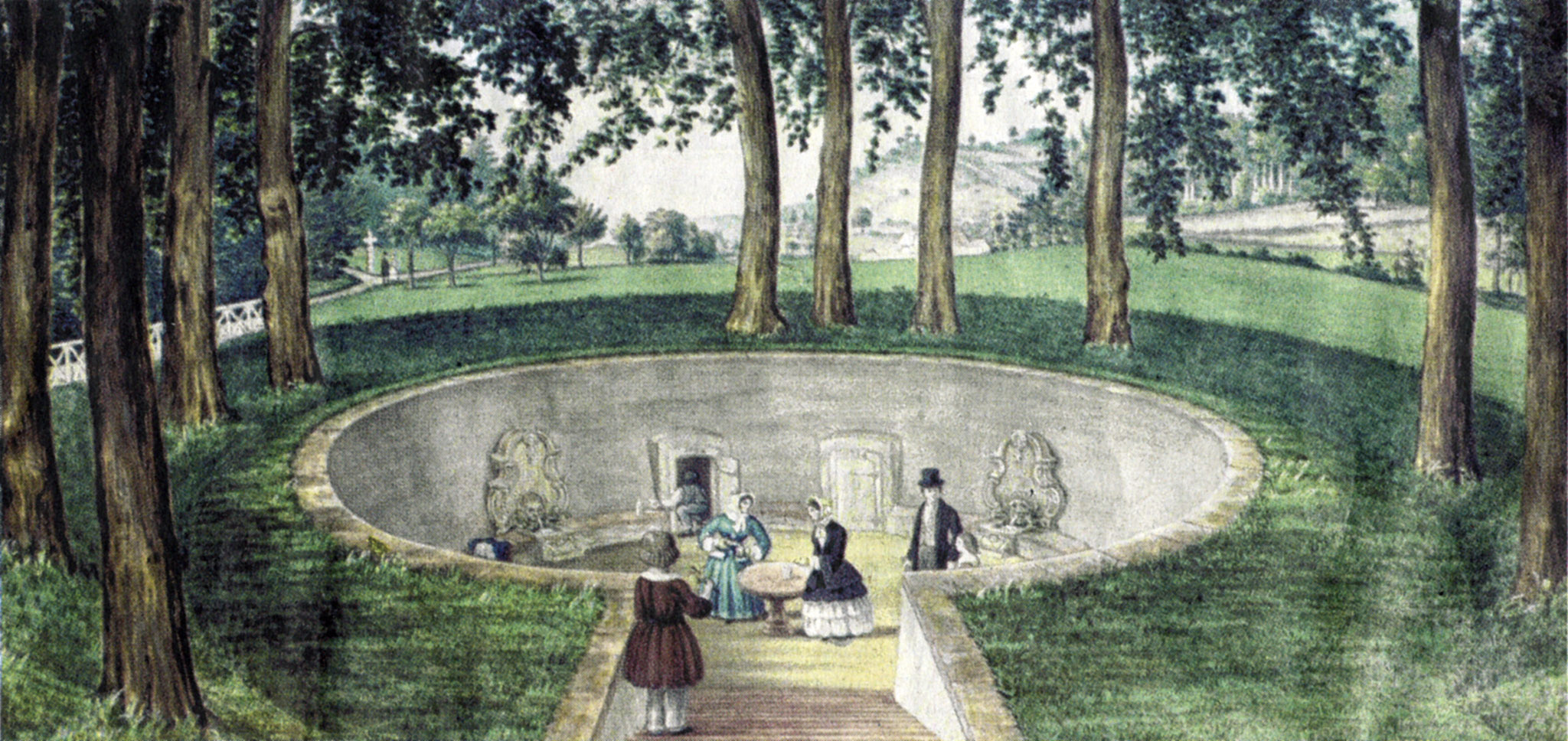
Der Goethebrunnen außerhalb des Fürstenlagers im Jahr 1850

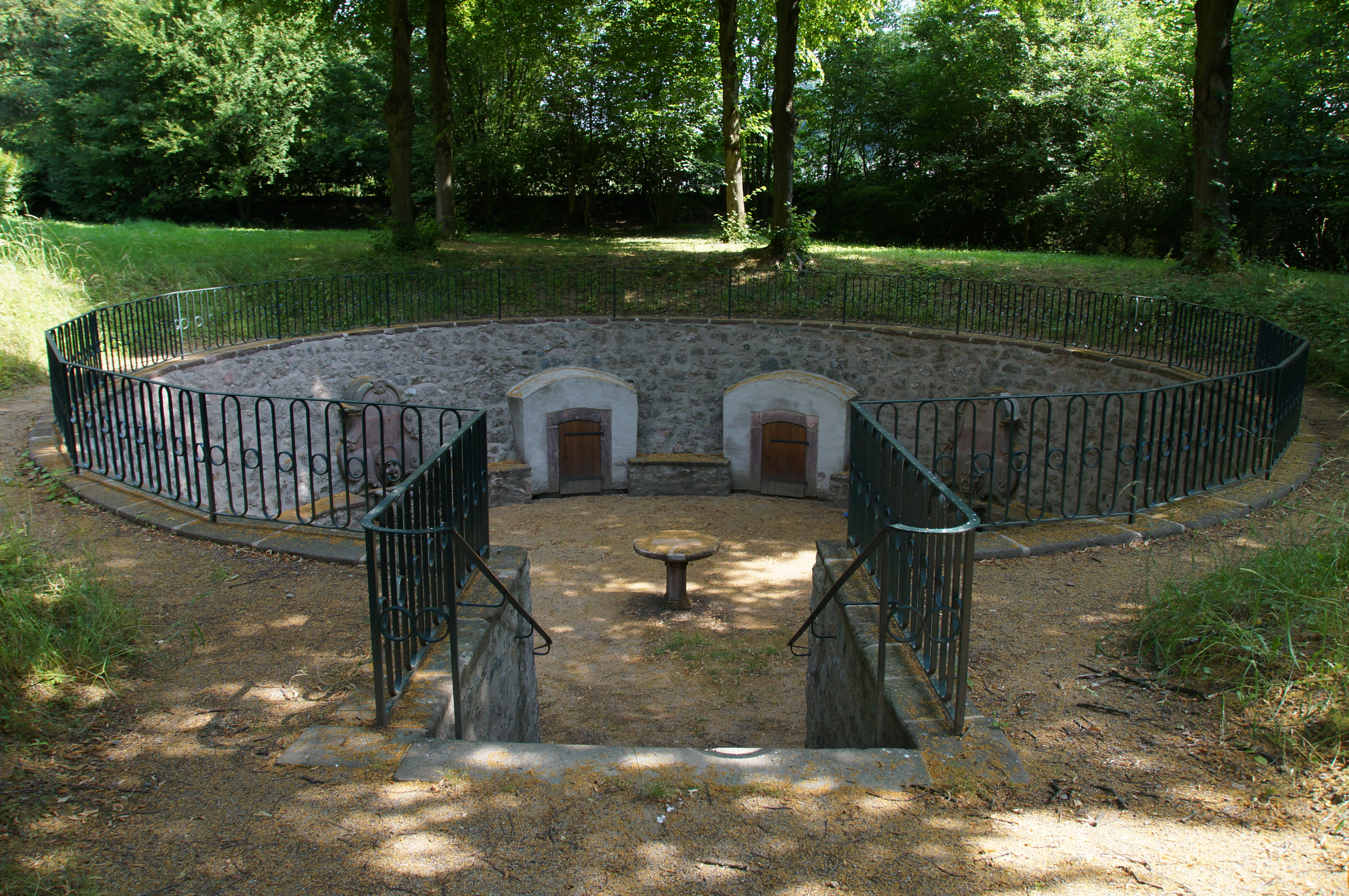
Der Goethebrunnen in Bensheim Hochstädten heute

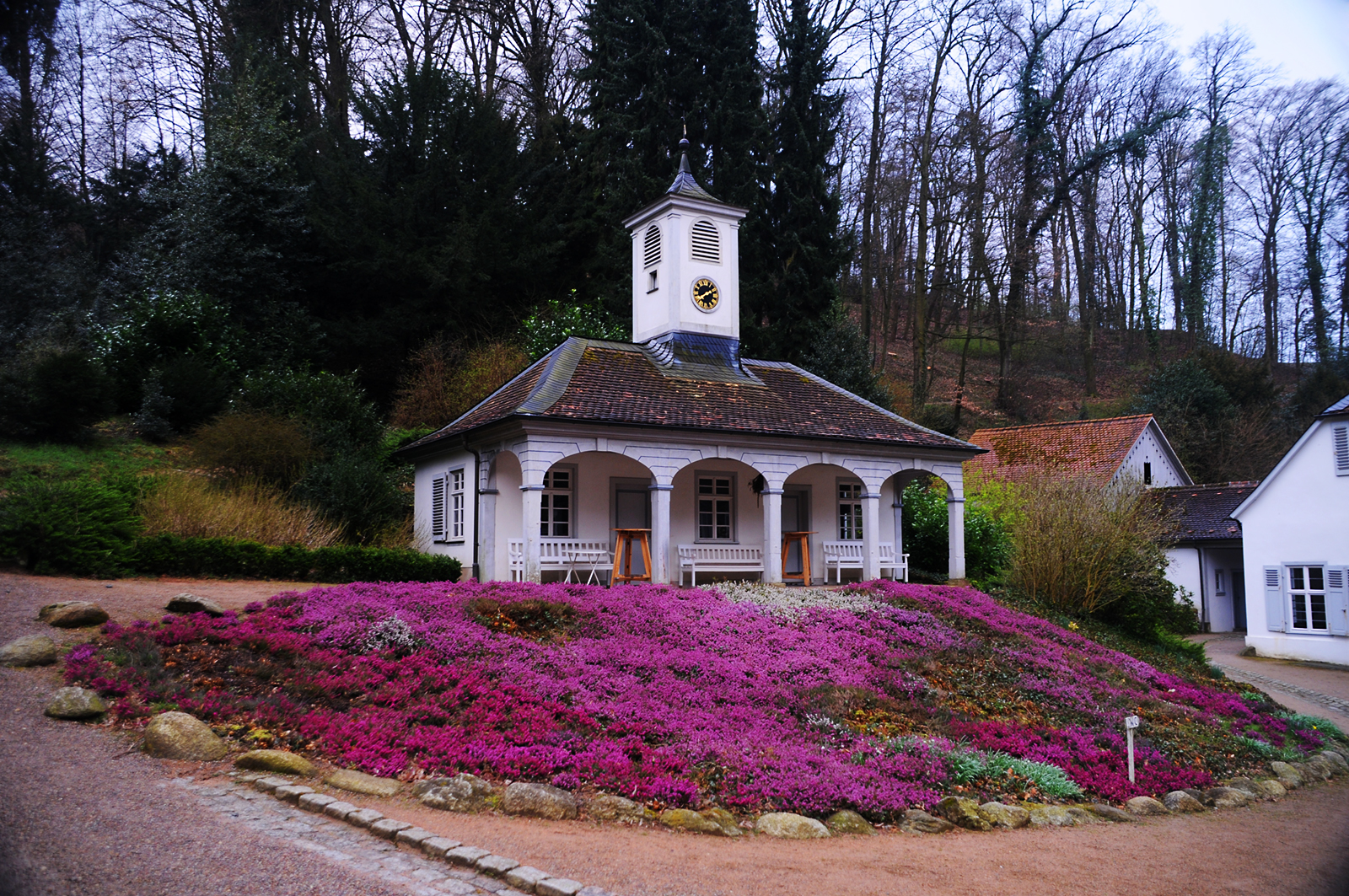
Wachhaus im Fürstenlager

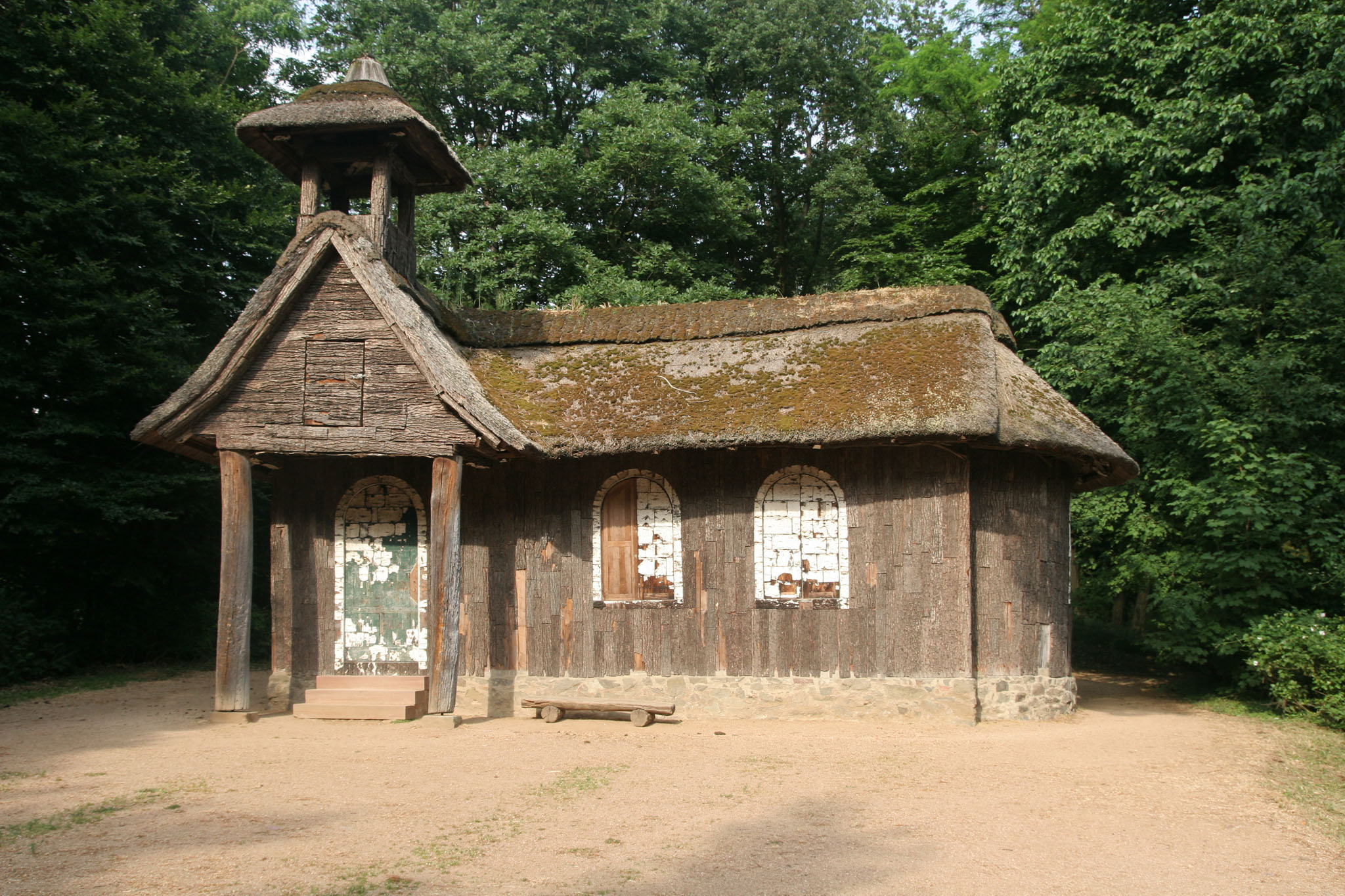
Die Eremitage im Fürstenlager

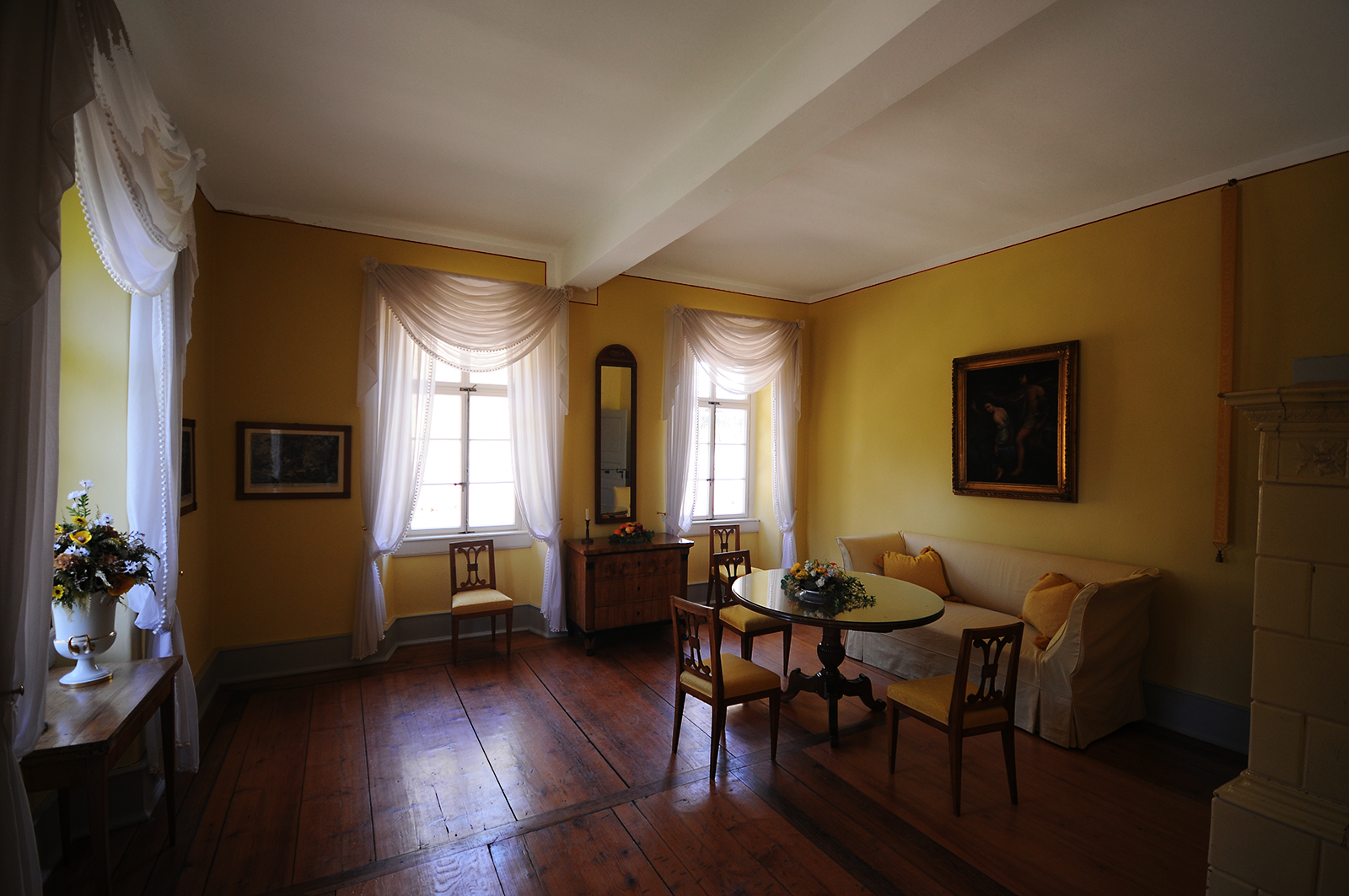
Das Innere des Fremdenbaus

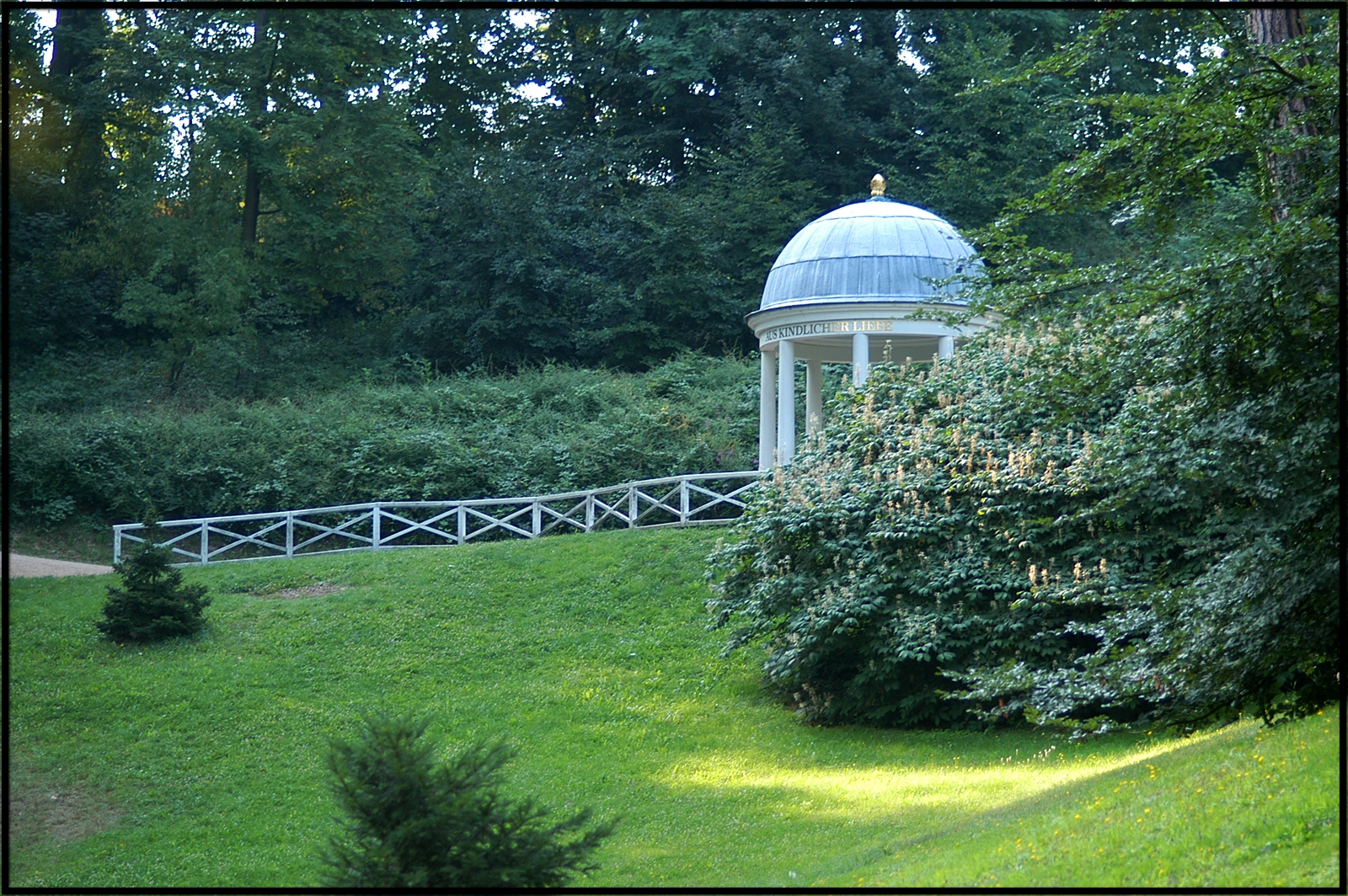
Der Freundschaftstempel gegenüber dem Herrenhaus

Der Staatspark Fürstenlager (auch Fürstenlager Auerbach) ist die um 1790 errichtete, ehemalige Sommerresidenz der Landgrafen und Großherzöge von Hessen-Darmstadt in Bensheim-Auerbach an der Bergstraße. Er untersteht der Verwaltung der Staatlichen Schlösser und Gärten des Landes Hessen.
In dem etwa 46 Hektar großen, rund um einen Mineralbrunnen angelegten Park befinden sich herrschaftliche Häuser, Denkmäler und Gartentempel sowie eine Reihe von Hofgebäuden, die in der Form eines traditionellen Dorfes angeordnet sind. Der Park selbst gehört zu den frühen englischen Gärten in Deutschland. Er ist in die hügelige Landschaft eingebettet und beherbergt unter anderem 50 exotische Bäume und Sträucher, darunter einen der ältesten Riesenmammutbäume Deutschlands. Das Gartenkunst-Ensemble ist weitgehend in der Originalform erhalten und dient heute der Bevölkerung des Rhein-Main-Gebiets als Naherholungsgebiet.
Den Namen Fürstenlager erhielt die Anlage von der örtlichen Bevölkerung. Da der Park nicht abgeschlossen und auch bei Aufenthalten der großherzoglichen Familie zugänglich war, konnten Einheimische die Fürsten und ihre Gäste hier „auf Wiesen lagernd“ beobachten.

## Lage
Das Fürstenlager liegt südlich des Auerbergs in einem kleinen, von der Oberrheinebene zum Odenwald hin ansteigenden Seitental des Roßbaches. Das Tal zweigt in Auerbach, der Bachgasse folgend, rechts von der L 3103 ab, die weiter durch das Mühltal in den Odenwald führt. Der Fußweg durch das Fürstenlager führt bis zum Felsberg mit dem Felsenmeer. Von den umliegenden Bergkämmen ist das nahe gelegene Auerbacher Schloss, das Schönberger Schloss sowie die Starkenburg zu sehen.
Parkmöglichkeiten bestehen in der Bachgasse in Auerbach sowie etwas weiter entfernt am Goethebrunnen in Hochstädten. Zu Fuß benötigt man von Auerbach aus etwa 10 Minuten, vom Goethebrunnen aus gelangt man durch den Wald in etwa 40 Minuten zum Fürstenlager.

## Die Gebäude der Residenz
Nach der Errichtung der Brunnenanlage 1768 entstanden die meisten Bauten des Fürstenlagers in den Jahren zwischen 1783 und 1792 im Stil des Klassizismus. Sowohl die repräsentativen als auch die Zweckbauten der Residenz sind meist eingeschossig und nicht unterkellert.
Die wichtigsten Gebäude im Staatspark sind:
- das Herrenhaus (1790–1792), das einzige zweistöckige Gebäude der Anlage, das nach einer grundlegenden Sanierung vom Mai 2014 bis 2020 ein Restaurant im Stil eines Landgasthofs beherbergte
- das Kammerhaus (1790–1792), hinter dem Herrenhaus gelegen, diente als Unterkunft der großherzoglichen Kammerdiener;
- der Prinzenbau und der Damenbau (beide 1790–1792) liegen an der Hauptachse der Anlage einander gegenüber. Im Prinzenbau befindet sich heute die Geschäftsstelle des Odenwaldklubs.[1]
- das Wachthäuschen, ursprünglich an der Herrenwiese gelegen, wurde 1804 an seine jetzige Stelle beim „Dörfchen“ versetzt
- der Küchenbau, errichtet etwa 1783 bis 1787 als zentrales Wirtschaftsgebäude mit Schmiede, Stall, Waschküche, Kohlenkeller, Spritzenhaus, Kegelbahn, Keller, Backofen und Hühnerhof
- der Konditoreibau (1790–1792)
- das Haus des Brunnenverwalters (1790–1792)
- das Weißzeughäuschen (1790–1792), ursprünglich Badehaus und Weißzeugkammer, heute befindet sich dort der Museumsshop.
- der Kavalierbau, ca. 1783–1787 als Unterkunft von Höflingen errichtet, ist heute Sitz der Parkverwaltung
- der Fremdenbau oder Pisébau (1810–1811) diente ursprünglich der Unterbringung von Gästen. Heute befinden sich hier Ausstellungsräume, öffentliche Toiletten und ein Standesamt
- der Stallbau (1783–1787, erweitert um 1800)

Im Park verstreut befinden sich weitere Bauten und Anlagen wie:
- der Gesundbrunnen (1768), zwischen dem Herrenhaus und dem Damenbau gelegen
- die Eremitage (um 1787), eine kleine, mit Rindenholz verkleidete Kapelle
- der Champignonberg, ein Aussichtspunkt mit Sandsteintischen von 1787
- die Grotte (1790–1791)
- das Luisendenkmal (1786)
- der Ernst-Ludwig-Tempel (Anfang des 20. Jahrhunderts)
- der Freundschaftsaltar (ursprünglich 1824, rekonstruiert 1999)
- der Eiskeller, ein vor 1792 errichtetes Gewölbe zur Lagerung von Lebensmitteln
- ein Teehaus (2024 rekonstruiert)[2]

Nicht erhalten geblieben sind:
- ein Tempelchen
- eine kleine russische Kapelle[3]

Außerhalb der Parkanlage im Hochstädter Tal liegt der Goethebrunnen.

## Bilderansichten

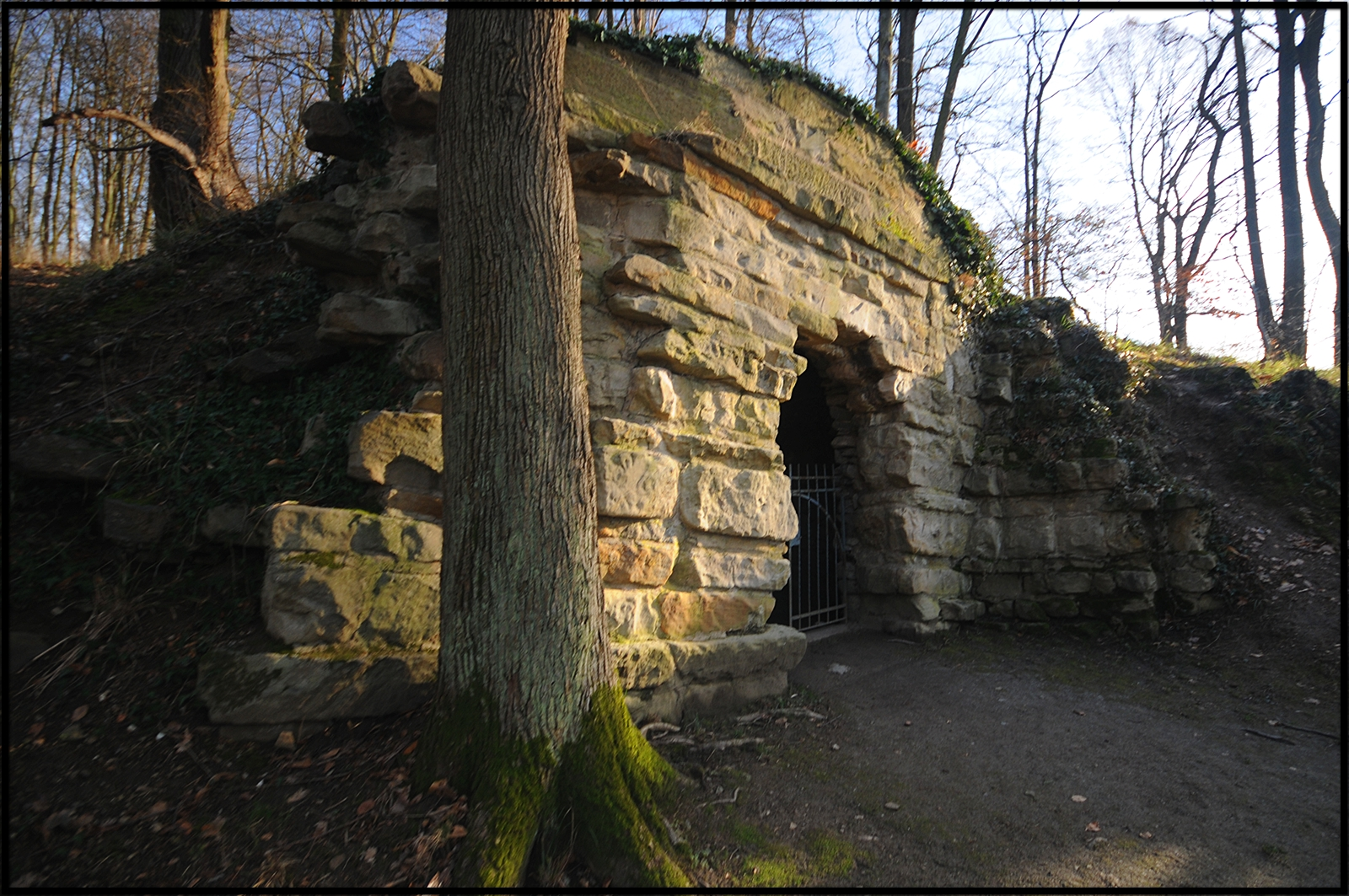
Die Grotte in der Parkanlage des Fürstenlagers
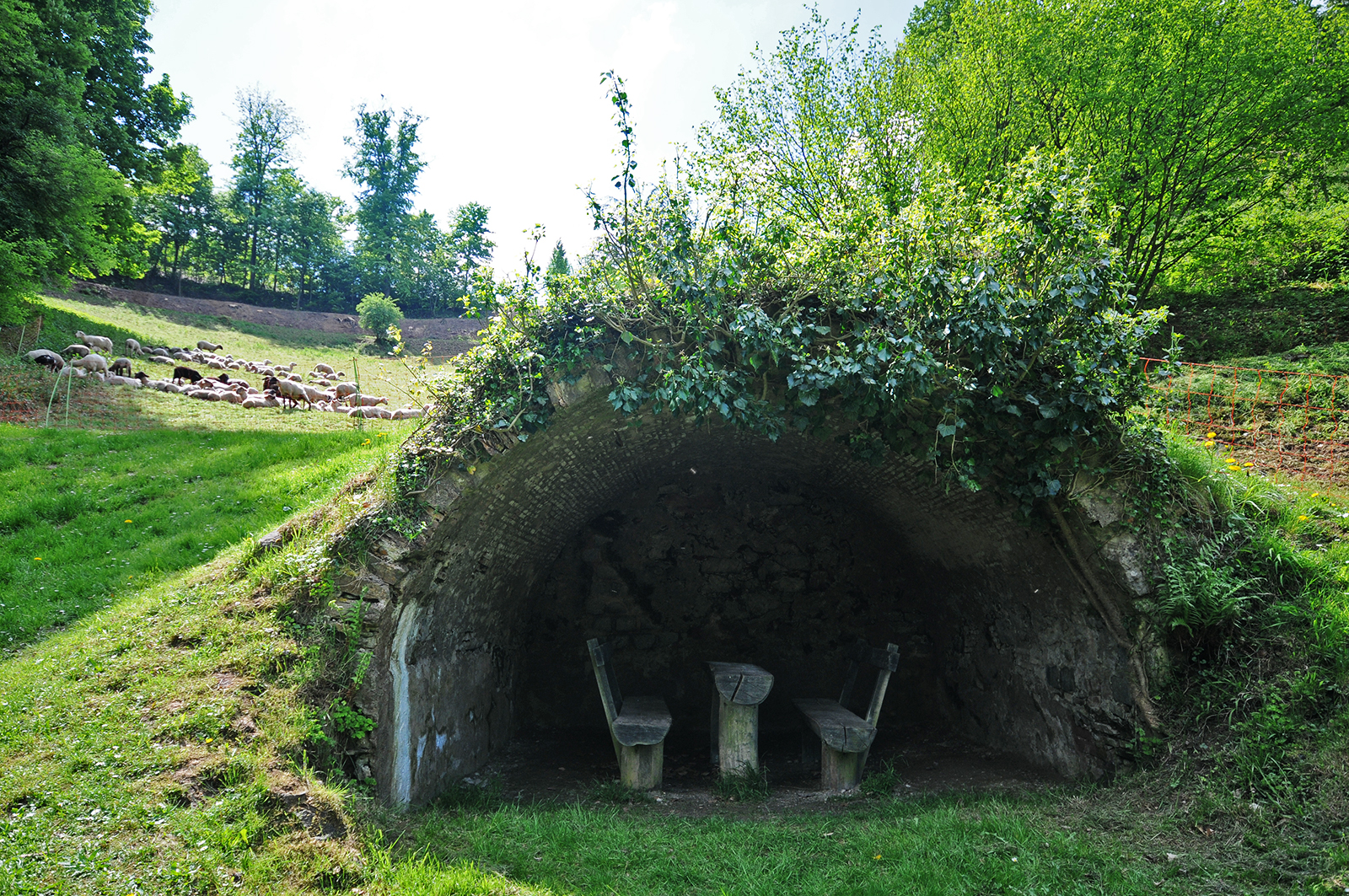
Der Eiskeller im Fürstenlager
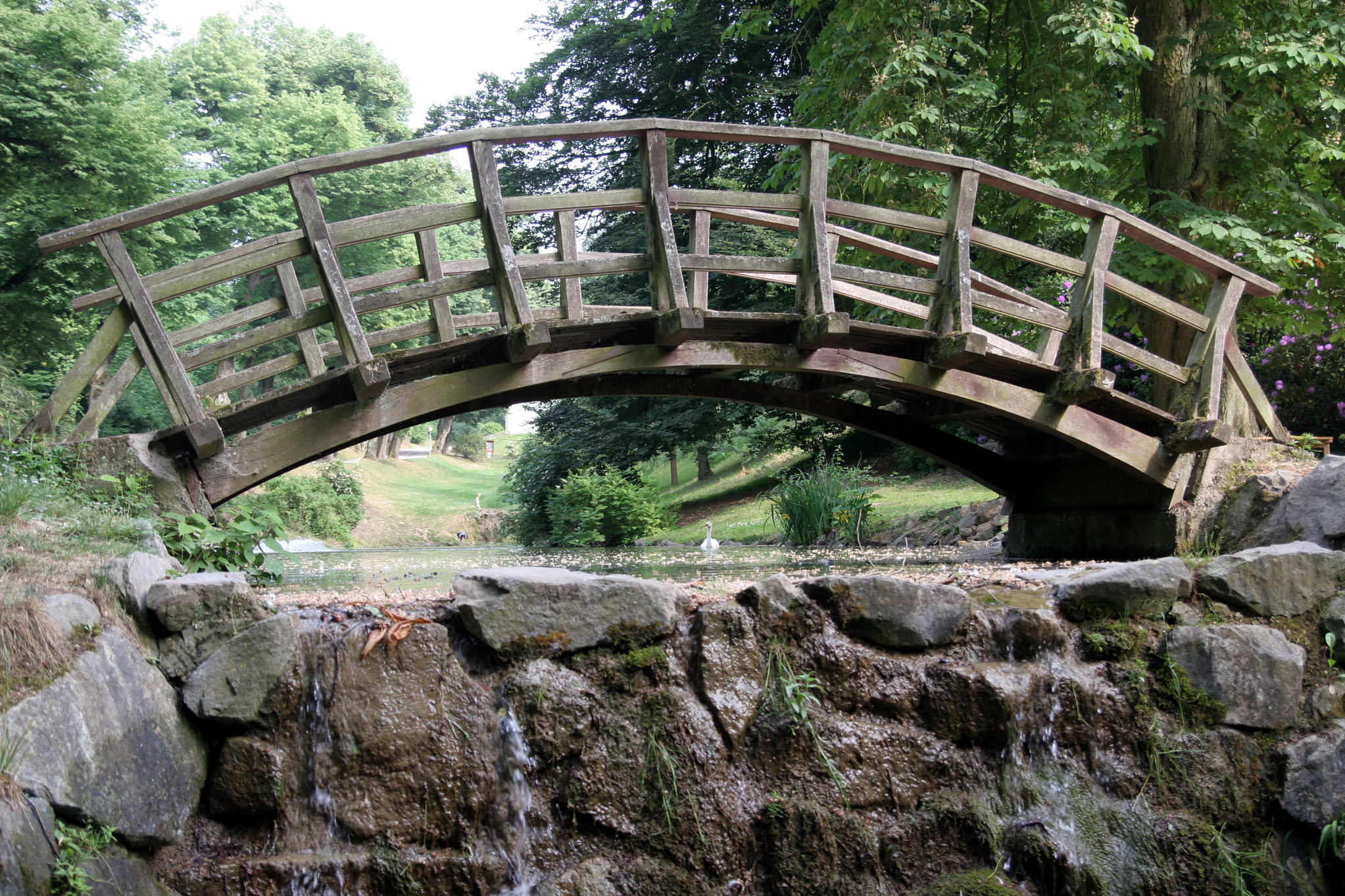
Die Holzbrücke in asiatischem Stil am Auslauf des Fischteiches
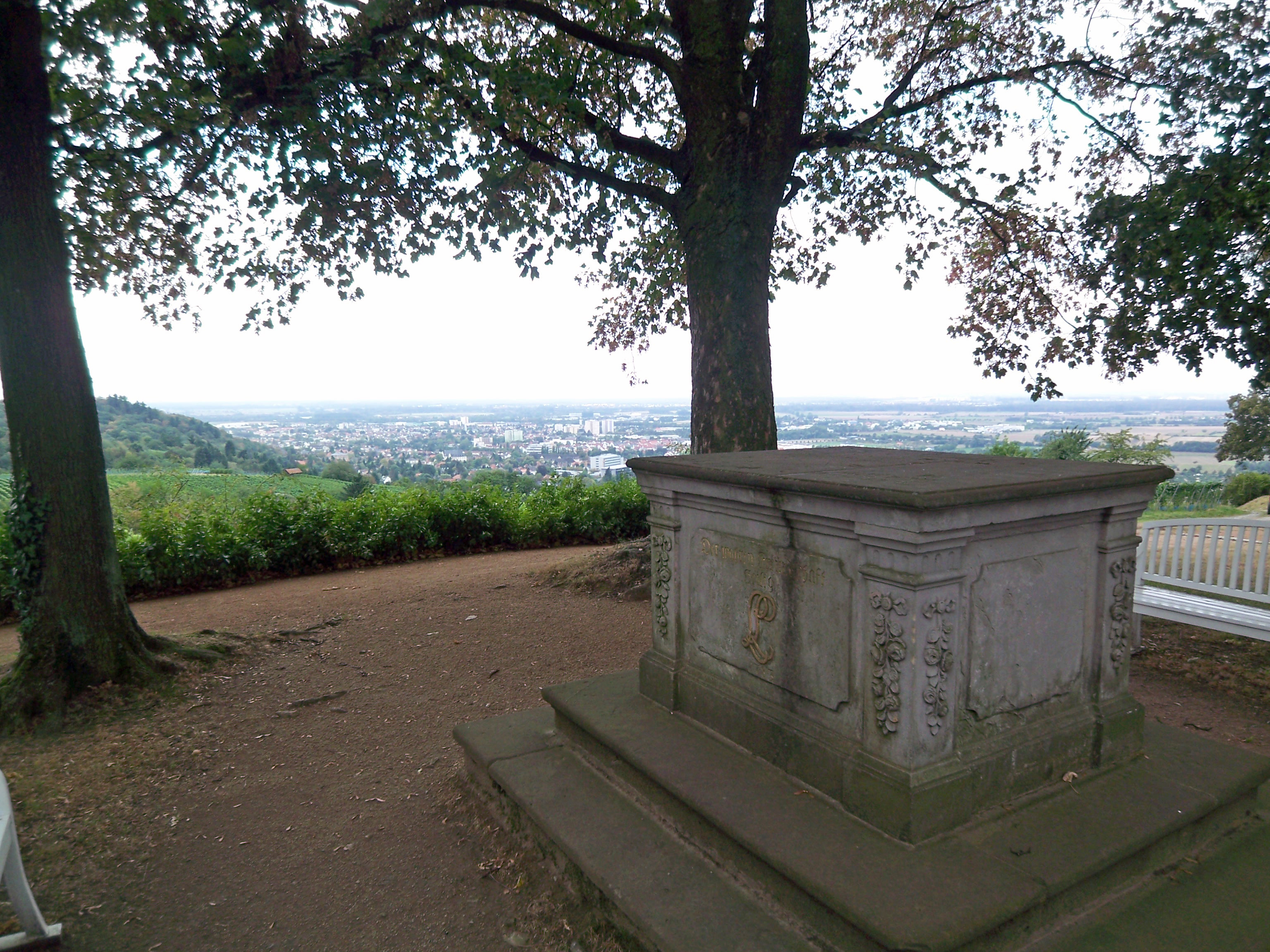
Der Altarberg
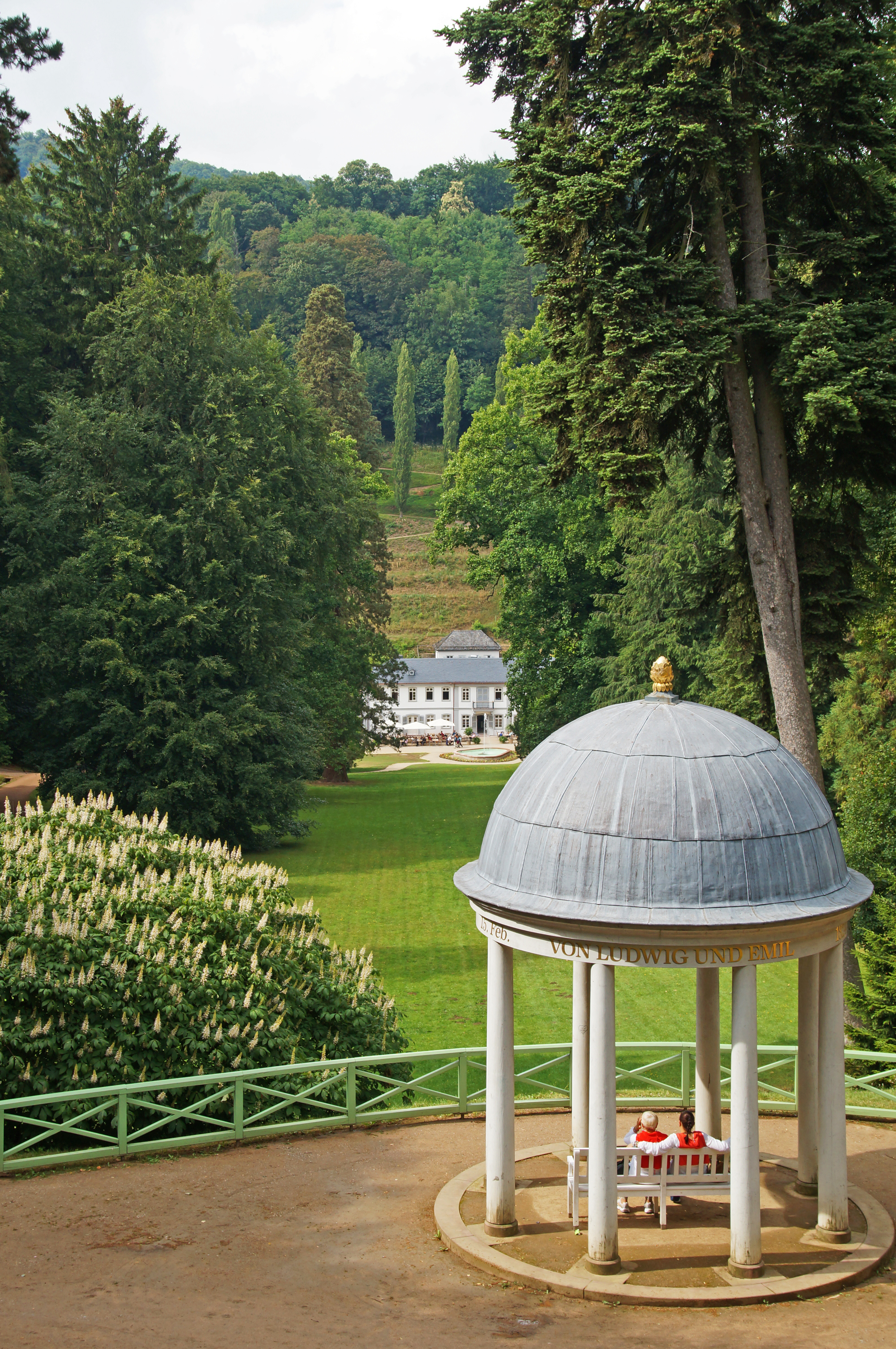
Tempel und Herrenhaus

## Der Park

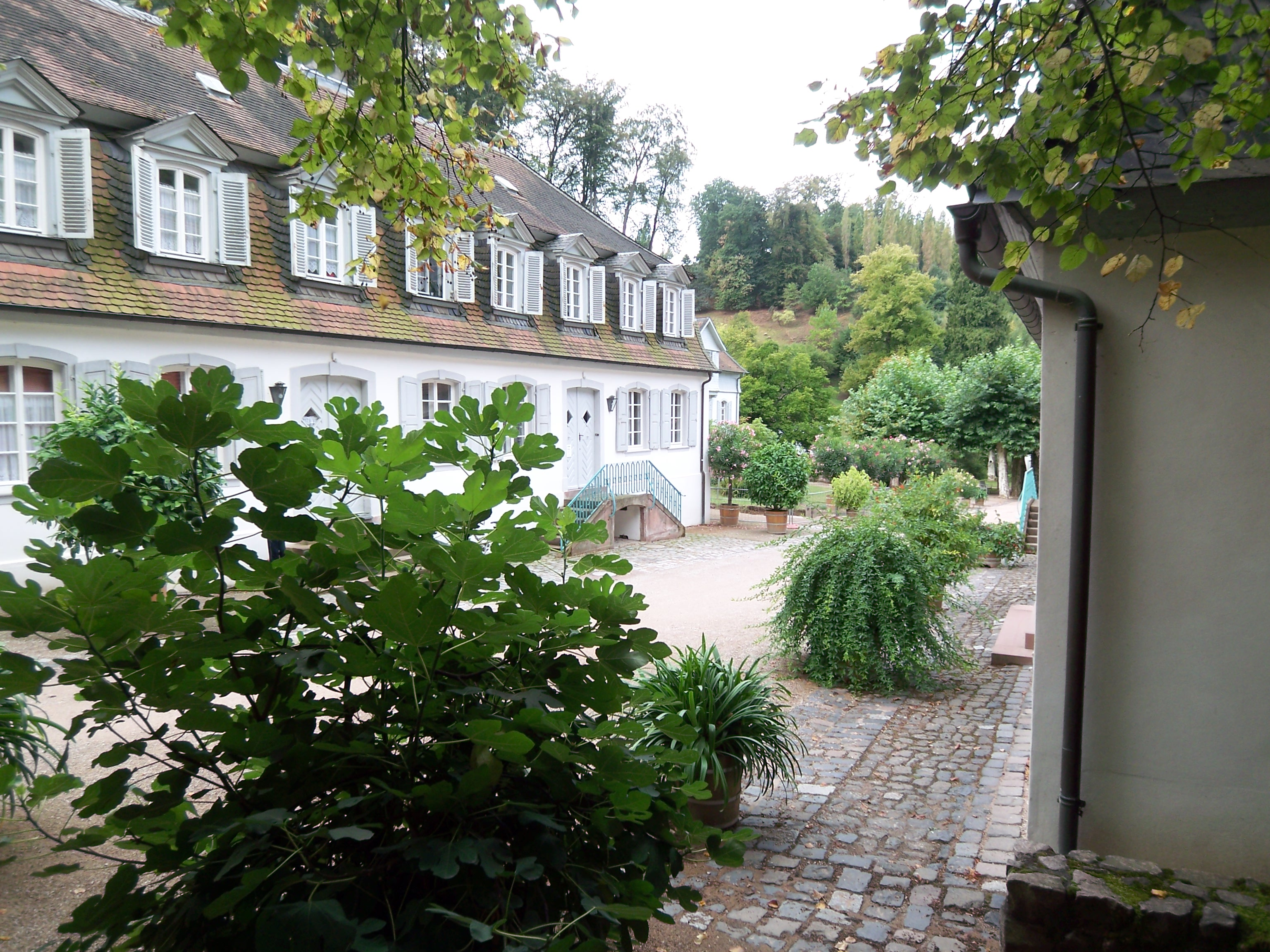
Dorfstraße Fürstenlager

Neben dem bereits genannten Mammutbaum sind von der fremdländischen Vegetation noch Sumpfzypressen, Sicheltannen, dunkel blühende Magnolien, Buschkastanien und Ginkgos erwähnenswert. Der Park beginnt am Ende einer bergwärts immer schmaler werdenden typischen Dorfstraße am östlichen Rand der Rheinebene (Bachgasse von Auerbach nach Hochstädten). Die West-Ost-Richtung endet in einer Straßenkehre zu einem engen Nord-Süd-Seitental, dessen Grundweg von einer Allee gesäumt wird. Eine hölzerne Bogenbrücke in asiatischem Stil, die über den Auslauf eines Fischteichs zum rechten Hang führt, markiert den Beginn einer heute fast einmaligen Anlage. Die Anlage bildet in ihrem Charakter eine Zwischenlösung zwischen der damaligen regionalen Dorfkultur und den Residenzanlagen der damaligen Zeit. Nach dem Kavaliersbau und der Remise folgt in einer Ausweitung zur Doppelallee der Baumsaal aus Platanen, der in den Sommermonaten dem gesamten hessisch-darmstädter Hof den Aufenthalt in seinem Schatten ermöglichte. Hier schließen sich die wichtigsten Wirtschaftsgebäude an.
In einer Erweiterung des Tälchens zu einem Kessel steht neben der Quellfassung das Herrenhaus vor einem kleinen Teich und einer bergwärts laufenden großen Wiese, die von den Exoten gesäumt wird. Der markante Riesenmammutbaum (Sequoiadendron giganteum, eine Zypressenart) erreicht 2015 eine Höhe von 44,35 Meter und hat einen Brusthöhenumfang von 5,94 Meter. Er war 1852, kurz nach dem Import der Baumart nach Europa, ein Geschenk des englischen Königshauses für den Park des hessischen Landgrafen. Hier wurde er in halber Höhe des Hangs angepflanzt. Dieser Mammutbaum ist damit vermutlich der älteste Deutschlands und evtl. auf dem Kontinent. Die Wege erlauben vielfältige Spaziergänge und Blickachsen. Am oberen Rand sind Aussichtspunkte nord- und südwärts entlang der Bergstraße und bis zur Kalmit (Pfalz) im Westen. In der Nähe befinden sich die Burgruine Schloss Auerbach und Schloss Schönberg der Erbacher Grafen. Prägend für die Anlage ist auch die Wegbeziehung zum 5 km entfernten Felsenmeer im Odenwald. Der Hang hinter dem Herrenhaus war als Weinberg angepflanzt. Eine örtliche Wein-Einzellage zeugt heute noch vom historischen Fürstenlager. Fast alle Aussichtspunkte erhielten eine kleine Überbauung oder zumindest Ruhebänke.

## Geschichte
1730 wies der Amtsphysikus Johann David auf eine kleine eisenhaltige Quelle im Tal der Roßbach hin. 1739 fanden dort erstmals Grabungen statt, bei denen drei beieinander liegende Quellen gefunden und für den Badebetrieb hergerichtet wurden. 1740 verschlämmte die Quelle. 1766 wurde sie erneut erschlossen. 1767 wurde die bis heute erhaltene rotundenförmige Brunnenfassung des Gesundheitsbrunnen gebaut. 1768 wurden zwei Wohnpavillons gebaut und die ersten Alleen angelegt. 1783 besuchten der erkrankte Erbprinz Ludwig und seine Gemahlin Luise zum ersten Mal das Fürstenlager. Nach der Genesung des Prinzen verbrachte das Paar von nun an regelmäßig die Sommermonate im Fürstenlager. Ein weiterer Gesundheitsbrunnen (heute der Goethebrunnen) wurde 1784 außerhalb der Parkanlage im Hochstädter Tal errichtet. Während der Bautätigkeiten zwischen 1790 und 1795 entstanden alle Gebäude, bis auf den Fremdenbau.
Die oberhalb des Fürstenlagers gelegene Auerbacher Bergkirche wurde als Hofkirche genutzt. Durch enge familiäre Beziehungen mit dem Zarenhof kam es zu langen Aufenthalten der Romanows und anderer russischer Fürsten in der Region und im Fürstenlager.
Nach dem Tod des Herzogspaares 1829/30 war die große Zeit des Fürstenlagers vorbei. Der Mineralgehalt der Quelle sank, und es gab nur noch einen eingeschränkten Kurbetrieb. 1918 ging das Fürstenlager in den Besitz des Volksstaates Hessen über. Es wurde vorübergehend zum Lazarett. Nach dem Zweiten Weltkrieg wurden hier Flüchtlinge untergebracht. 1953 übernahm die Verwaltung der Staatlichen Schlösser und Gärten Hessen die Verwaltung der Liegenschaften.
Kultur- und kunsthistorisch ist das Fürstenlager in seiner geschlossen erhaltenen Gesamtheit heute von hohem Wert. Die Pläne und Pflanzlisten der Originaleinrichtung und der späteren Veränderungen sind weitgehend komplett erhalten und erlauben die dem Original angepasste Renovierung, die seit einigen Jahren stattfindet. Die Verwaltung der Staatlichen Schlösser und Gärten sanierte für 1,3 Millionen Euro das Herrenhaus und das Umfeld des repräsentativen Gebäudes. Außerdem wird die gesamte Parkanlage nach dem Leitbild eines englischen Landschaftsgartens umgestaltet, und die historischen Sichtachsen werden wieder freigelegt.
Der Park ist seit einigen Jahren auch Ort der Festspiele Auerbach und Sommerspiele im Fürstenlager, weiterhin finden Kunstausstellungen statt, so etwa Eugen Bracht – Landschaftsmaler im wilhelminischen Kaiserreich, vom 13. März bis 10. April 2016.

## Frühe Ansichten des Fürstenlagers

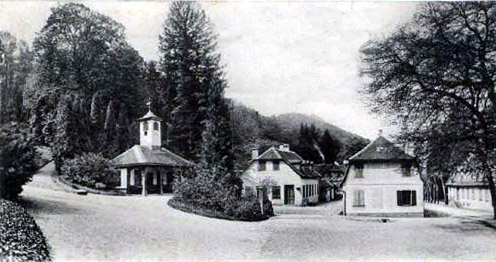
Das Fürstenlager im Jahr 1905
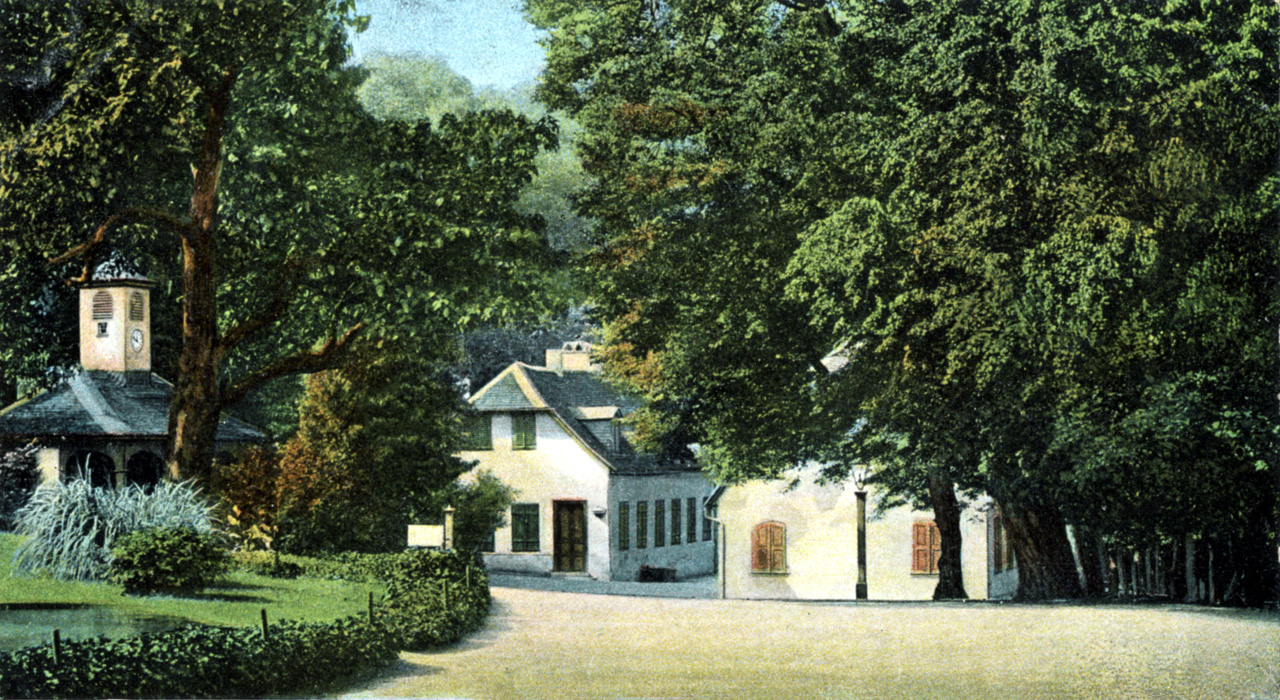
Das Fürstenlager auf einer Postkarte aus dem Jahr 1906